# Bobby Orr
Bobby Orr, Robert Gordon Orr (ur. 20 marca 1948 w Parry Sound) – kanadyjski hokeista występujący na pozycji obrońcy, reprezentant Kanady, kawaler Orderu Kanady.
Jego imieniem nazwano nagrodę Bobby Orr Trophy w lidze OHL.
Dla jego upamiętnienia z numerem 4 występuje Vincent Lecavalier.

## Kariera klubowa
- Oshawa Generals (1963-1966)
- Boston Bruins (1966-1976)
- Chicago Blackhawks (1976-1977, 1978-1979)

## Sukcesy
Reprezentacyjne
- Canada Cup: 1976

Klubowe
- Puchar Stanleya 1970 i 1972 z Boston Bruins

Indywidualne
- Calder Memorial Trophy: 1967
- James Norris Memorial Trophy: 1968, 1969, 1970, 1971, 1972, 1973, 1974, 1975 (rekord)
- Art Ross Trophy: 1970 i 1975
- Hart Memorial Trophy: 1970, 1971 i 1972
- Conn Smythe Trophy: 1970 i 1972
- Lester B. Pearson Award: 1975
- Hockey Hall of Fame: 1979
- Canada Cup 1976
  - Najbardziej Wartościowy Zawodnik (MVP) turnieju